# Дама Пика (филм, 1910)
„Дама Пика“ (на руски: Пиковая дама)  е руски късометражен игрален ням филм от 1910 г. на режисьора Пьотър Чардинин, който използва либрето на едноименната опера на Чайковски като сценарий. Това е първия филм по мотиви от повестта на Александър Пушкин „Дама Пика“.

## Сюжет
Внимание:  Текстът по-долу разкрива сюжета на произведението (или части от него)!
Младият офицер Герман седи и наблюдава как господата играта на карти. Той обаче отказва да се седне на масата от страх да не загуби. Покрай групата минава старица с нейните придружители. Тьомски, за да се пошегува, казва, че това е графинята, която единствено знае за тайната на трите карти. Герман е заинтригуван. 
В дома на графинята Герман се запознава с племенница на графинята Лиза. Генералът прелъстява девойката и в един бал тя му дава ключ за дома на своята леля. Герман се промъква в стаята на графинята. Тя отказва да му признае тайната си. Мъжът насочва пистолет срещу жената и тя припада и умира. Лиза влиза в стаята и се свлича да ридае при вида на мъртвата си леля.
Вечерта в стаята на Герман, генералът чете писмо, с което девойката го призовава да се срещнат и да ѝ даде обяснение за случилото се. През прозореца вижда бялата фигура на графинята как идва пред прага на дома му. Герман става и духът на графинята се появява пред него. Тя му посочва на стената три големи карти за игра и изчезва. Герман изважда от бюрото си трите посочени карти и ги размахва в ръка радостен. Напуска мястото си.
Лиза и Герман се срещат на един мост. Мъжът ѝ показва картите си. Тя се опитва да го спре, но той я отблъсква. Герман излиза от сцената. От отчаяни младата жена се хвърля от моста. Вечерта Герман посещава игралната зала. Той залага всичко на масата и играта му върви добре, докато не е разкрита последната, трета карта, която се оказва Дама пика. Играчът полудява и вижда отново духа на старата дама. Опитва се да я сграбчи, но тя изчезва. Герман се наръгва и пада на пода мъртъв.

## В ролите
| Актьор               | Роля      |
| -------------------- | --------- |
| Павел Бирюков        | Герман    |
| Александра Гончарова | Лиза      |
| Антонина Пожарская   | Графинята |
| Андрей Громов        | Тьомски   |